# Wairakei (Nouvelle-Zélande)
Wairakei  est une petite localité dans le centre de l’île du Nord de la Nouvelle-Zélande.

## Champ Géothermique
C’est une zone d’activité géothermique située à quelques kilomètres au nord de la ville de Taupo, sur le trajet du fleuve Waikato.
Avec plusieurs geysers naturels, des bassins d’eau chaude et des piscines de boues bouillonnantes, c’est le siège de la Wairakei Power Station, une centrale électrique majeure basée sur la géothermie.
La station est la deuxième plus large des installations géothermiques du monde et fut inaugurée en 1958.
Elle est inscrite dans le livre des  70 Merveilles du Monde Moderne  publié en 2000 par le Reader's Digest pour enregistrer les évènements marquants du XXe siècle.

## Village
L’établissement fait référence au village de Wairakei, qui fut construit avec des maisons pour les travailleurs des deux centrales hydro-électriques et en particulier, l’entourage de la centrale de Aratiatia (en).

## Personnalités notables
- Louise Rennison (1951-2016), journaliste et comédienne a vécu ici dans sa jeunesse [2].